# Essexville
Essexville est une ville du comté de Bay, dans l’État du Michigan, aux États-Unis.
C'est la vie natale du patineur de vitesse Terry McDermott, champion olympique du 500 mètres en 1964.